# 安托萬·達奎爾·德·佩萊波瓦

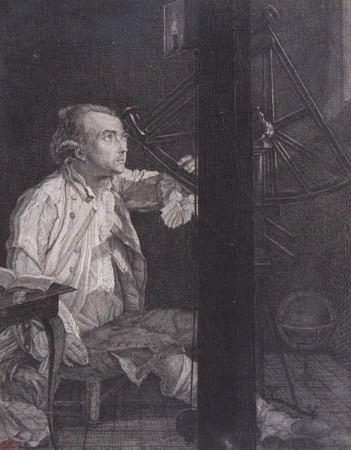
萊昂納德·德弗蘭斯：安托萬·達奎爾·德·佩萊波瓦

安托萬·達奎爾·德·佩萊波瓦（英語：Antoine Darquier de Pellepoix）是一位法國天文學家，於1718年11月23日在土魯斯出生，並在1802年1月18日辭世。他被認為是1779年發現環狀星雲的功臣，但事實上，他在閱讀查爾斯·梅西耶關於梅西耶自己對波德彗星（C/1779 A1）的觀測的報告後，獨立地重新發現了它。他描述該天體「……與木星一樣大，類似於一顆正在消退的行星」，從而產生了「行星狀星雲」這一術語。

## 外部連結
- Antoine Darquier de Pellepoix （页面存档备份，存于）
- Biography （页面存档备份，存于）